# Bobbitmask
Bobbitmask eller på latin Eunice aphroditois är en stor ringmaskart som lever på havsbotten och som beskrevs av den tyske naturforskaren Peter Simon Pallas år 1788. Eunice aphroditois ingår i släktet Eunice och familjen Eunicidae.
Den långa masken gömmer sig under lera, sten eller korall i väntan på ett lämpligt byte. Med vassa tänder attackerar den och kan klyva sitt byte på mitten. Bobbitmasken lever på 10-40 meters djup och är allätare. Masken blir vanligtvis en meter lång, men enstaka exemplar på upp till tre meter har uppmätts.

## Namngivningen
Bobbitmasken fick sitt namn 1996 i boken “Coral Reef Animals of the Indo-Pacific”, med hänvisningen till John och Lorena Bobbitt, som då figurerade flitigt i media. Dessa blev kända efter en incident i juni 1993 då Lorena skar av Johns penis med en kökskniv. Organet återfanns på ett fält och syddes fast med lyckat resultat. Maskens saxliknande käkar inspirerade till jämförelsen och väl yttrat fäste namnet vid masken.